# S/2006 S 12
S/2006 S 12 és un satèl·lit natural de Saturn. El seu descobriment va ser anunciat per Scott S. Sheppard, David C. Jewitt, Jan Kleyna, Edward J. Ashton, Brett J. Gladman, Jean-Marc Petit i Mike Alexandersen el 7 de maig de 2023 a partir d'observacions realitzades entre el 5 de gener de 2006 i el 08 de juliol de 2021.
S/2006 S 12 té uns 3 quilòmetres de diàmetre, i orbita Saturn a una distància entre 10.216.850 km i 29.458.400 km del seu centre en 1043,16 dies, a 39,03° a l'eclíptica, en direcció retrògrada i amb una excentricitat de 0,485. El satèl·lit forma part de l'anomenat grup gal de satèl·lits de Saturn, que orbiten el planeta amb inclinacions orbitals entre 33,8° i 39,0° i excentricitats orbitals entre 0,469 i 0,531 per grau.